# Пензфильммаш
«Пензфильммаш» — продюсерская компания, производитель телепрограмм и сериалов для федеральных каналов и онлайн-платформ, а также развлекательного контента для видеохостингов. Основана в августе 2016 года Семеном Молокановым и Антоном Карпушкиным, участниками Высшей лиги КВН в составе пензенской команды КВН «Сура». Основной вид деятельности: производитель теле- и кинопродукции. 
В настоящее время в портфеле компании такие проекты, как: реалити-шоу «Выжить в Дубае» c Павлом Волей и Ляйсан Утяшевой, сериалы «Зёма», «Салют, Начальник», «Тяни, Сундук!» и другие.

## История
Свою деятельность компания «Пензфильммаш» начала в 2016 году, создавая мини-скетчи и размещая их в Instagram и YouTube, быстро набрав популярность. Первым по-настоящему крупным проектом пензенцев стал сериал о буднях простых «пацанов с района» под названием «Зёма».
В августе 2018 года комедийный сериал про российскую действительность «Красавица и Чудовище» видеостудии «ПензФильмМаш», получил от YouTube так называемую «Золотую кнопку» за то, что канал проекта на портале набрал более 1 млн. подписчиков.
10 ноября 2021 года веб-сериал «Зёма» вошел в ТОП-250 Кинопоиска.
23 мая 2022 года веб-сериал «Зёма» дебютировал на телеканале ТНТ4 .
В июле 2022 года компания привлекла внимание, опубликовав на портале HeadHunter вакансию «Хвалитель актеров». В качестве обязанностей значились: лесть мастерству и таланту актёров, моральная поддержка команды во время съемок и репетиций.
16 сентября 2022 года состоялась премьера сериала «Салют, Начальник», для которого был создан отдельный канал на видеохостинге Rutube.
Весной 2023 года генеральный продюсер «Пензфильммаш» Семен Молоканов стал участником проекта «Новые звезды в Африке».
25 июня 2023 года на телеканале ТНТ вышел первый выпуск реалити-шоу «Выжить в Дубае».
В 2023 году в рамках продвижения сериала «Тяни, Сундук!» компания устроила Всероссийскую акцию по сбору мусора на берегах водоемов, в которой приняли участие более 1000 волонтёров из 22 городов.